# Mario Padilla Aguilar
Mario Alexander Padilla Aguilar (San Pedro Sula, Honduras; 8 de diciembre de 1985) es un futbolista hondureño. Juega como defensa en el Club Deportivo Victoria de Honduras.
- Datos: Q16599836